# Zeki Sinanoğlu
Zeki Sinanoğlu (* 16. September 1993) ist ein türkischer Fußballspieler.

## Karriere
Sinanoğlu begann seine Profikarriere 2012 bei Gaziantepspor. Nachdem er hier nur bis zum Sommer 2012 für die Reservemannschaft gespielt hatte, wurde er die nachfolgenden Spielzeiten an die Vereine Adıyamanspor, Manisaspor, Körfez İskenderunspor, Dersimspor und zuletzt Kozan Belediyespor ausgeliehen.